# Circondario dell'Oberhavel
Il circondario dell'Oberhavel (targa OHV) è un circondario (Landkreis) del Brandeburgo, in Germania.
Comprende 9 città e 10 comuni.
Capoluogo e centro maggiore è Oranienburg.

## Storia
Il circondario dell'Oberhavel fu creato nel 1992 dalla fusione dei 2 precedenti circondari di Gransee (eccetto il comune di Keller) e di Oranienburg.

## Geografia fisica
Il circondario dell'Oberhavel confina a nord con il Ruppiner Land (nel Meclemburgo-Pomerania), ad ovest con l'Ostprignitz-Ruppin e l'Havelland, ad est con i circondari dell'Uckermark e del Barnim, a sud con Berlino.

## Società

### Evoluzione demografica
- Sviluppo della popolazione dal 1875 entro gli attuali confini (linea blu: popolazione; linea puntata: confronto dello sviluppo della popolazione dello stato del Brandenburgo; sfondo grigio: ai tempi del governo nazista; sfondo rosso: al tempo del governo comunista).
- Sviluppo recente della popolazione (linea blu) e previsioni.

## Geografia antropica
Il circondario dell'Oberhavel si compone di 8 città extracomunitarie (Amtsfreie Stadt), 6 comuni extracomunitari (Amtsfreie Gemeinde) e 1 comunità amministrativa (Amt), composta da 1 città e 4 comuni.

### Città extracomunitarie (Amtsfreie Stadt)
- Fürstenberg/Havel
- Hennigsdorf (media città di circondario)
- Hohen Neuendorf
- Kremmen
- Liebenwalde
- Oranienburg (media città di circondario)
- Velten
- Zehdenick

### Comuni extracomunitari (Amtsfreie Gemeinde)
- Birkenwerder
- Glienicke/Nordbahn
- Leegebruch
- Löwenberger Land
- Mühlenbecker Land
- Oberkrämer

### Comunità amministrative (Amt)
- Amt Gransee und Gemeinden, con i comuni:
  - Gransee (città)
  - Großwoltersdorf
  - Schönermark
  - Sonnenberg
  - Stechlin

## Infrastrutture e trasporti
Autobus
Il circondario è servito dalla Oberhavel Verkehrsgesellschaft mbH, fondata in seguito all'unione del circondario di Gransee e quello di Oranienburg, nel 1992.
Ferrovie
Le ferrovie più importanti del circondario dell'Oberhavel sono il Berliner Außenring (l'anello ferroviario che circonda la città di Berlino), il Berliner Nordbahn verso Stralsund e la Kremmener Bahn verso Neuruppin.
Le città di Hennigsdorf, Hohen Neuendorf e Oranienburg sono servite dalle linee S1, S25 e S8 della S Bahn di Berlino.
Autostrade
Il circondario è attraversato dalla autostrada A10 (Il Berliner Ring), dalla A 111 e A24 ed è attraversato dalle strade federali 96, 96a, 109, 167 e 273.